# Théâtre bouffe cubain
Le théâtre bouffe cubain (teatro bufo cubano) est un genre théâtral populaire à Cuba dans la seconde moitié du XIXe siècle Tout en donnant une large place à la musique et à la danse, il prend ses distances à l'égard du théâtre espagnol, et propose une vision satirique et parodique du costumbrismo. Dans le contexte historique de la lutte pour l'indépendance, il joue un rôle significatif dans le processus de construction d'une identité nationale.

## Origines

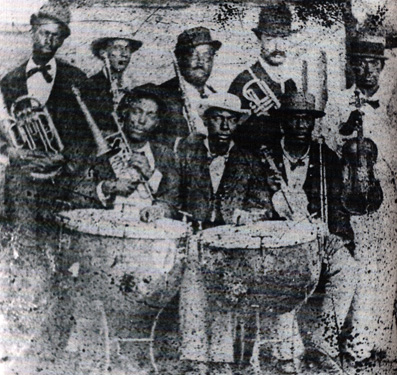
L'orchestre Flor de Cuba au théâtre Villanueva vers 1870.

« Bouffe » est un qualificatif emprunté au monde de l'opéra français (opéra-bouffe) et italien (opera buffa) du XVIIIe siècle. Il faisait alors référence à des œuvres plutôt courtes, légères, entièrement mises en musique ou entrecoupées de dialogues, et dont l'argument était souvent rocambolesque et imprévisible. Dans le Paris du XIXe siècle, les « bouffes » désignent les salles de spectacle où de telles œuvres sont montées, ou parfois leurs interprètes. Le théâtre des Bouffes-Parisiens, voulu par le compositeur Jacques Offenbach, consacre la formule, bientôt reprise à Madrid – où Francisco Arderíus ouvre le teatro de los Bufos en 1864 –, puis à La Havane, où la première représentation de ce type a lieu au teatro Villanueva en 1868.
À Cuba, il s'enracine dans les productions littéraires de la première moitié du XIXe siècle, comme celles de l'acteur et dramaturge Francisco Covarrubias – qui adapte les éléments essentiels du théâtre populaire espagnol aux réalités locales, en remplaçant les archétypes des entractes, saynètes, zarzuelas et tonadillas par des types créoles – ou les écrits satiriques de Bartolomé Crespo Borbón (Creto Gangá).
Parmi les personnages stéréotypés de ce genre burlesque figurent principalement le negrito (le Noir), la mulata (la mulâtresse), le guajiro (le paysan), le gallego (le Galicien, c'est-à-dire l'Espagnol). Au premier negrito, un peu benêt, campé par des dramaturges espagnols, succède le negrito catedrático (le Noir savant), un personnage un peu prétentieux et ridicule qui tente de trouver sa place au sein d'une société coloniale blanche en imitant vainement son langage et ses bonnes manières. Néanmoins, dans certaines pièces, le negrito catedrático s'avère être le plus malin des personnages, incarnant une idéologie anticoloniale, d'abord dirigée contre le gouvernement espagnol, puis contre les interventions américaines à Cuba.

## Évolution
Au moment de la guerre des Dix Ans (1868-1878), l'essor du théâtre bouffe est interrompu par l'hostilité des autorités espagnoles qui interviennent militairement lors d'une représentation au théâtre Villanueva le 22 janvier 1869, suspendent les droits constitutionnels et abolissent la liberté de la presse. Beaucoup d'artistes sont alors contraints à l'exil. À l'issue de cette période, le genre a évolué vers davantage de complexité, porté par une mise en scène plus élaborée. L'actualité politique et sociale y est désormais très présente.
Ces spectacles étaient régulièrement stigmatisés comme immoraux et vulgaires, improvisés et superficiels, mais en 1890 ils attiraient toujours un très large public.